# Cucurbita digitata
Cucurbita digitata är en gurkväxtart som beskrevs av Asa Gray. Cucurbita digitata ingår i släktet pumpor, och familjen gurkväxter. Inga underarter finns listade i Catalogue of Life.